# Dobergast

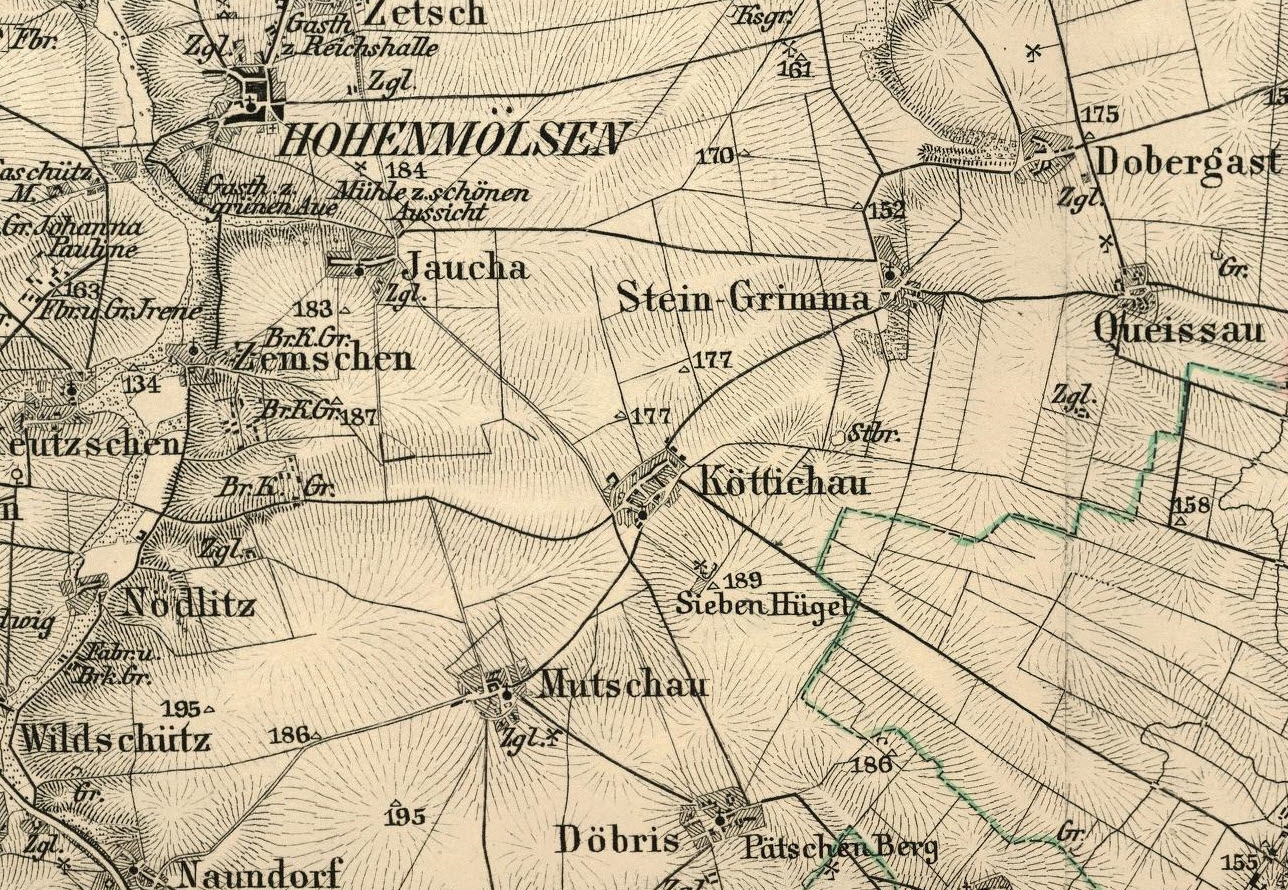
Ortslage Dobergast und Umgebung um 1893

Dobergast war ein Kirchdorf im heutigen Burgenlandkreis in Sachsen-Anhalt. Der Ort lag rund fünf Kilometer östlich von Hohenmölsen. Zwischen den Jahren 1983 und 1984 wurden in Auswirkung des Braunkohlebergbaus 285 Einwohner umgesiedelt, die Gemeinde devastiert und anschließend vollständig überbaggert. Die Löschung aus dem Gemeinderegister erfolgte 1985.

## Geschichte
Dobergast wurde erstmals im Jahr 1100 erstmals urkundlich erwähnt. Das Gemeindegebiet war dicht bewaldet. Den Ortskern des Rundlingsdorfs prägte die Kirche. Während des Dreißigjährigen Kriegs wurde das Gotteshaus zerstört und vollständig erst 1764 mit großen Mauerziegeln wieder aufgebaut. Die Kirchenorgel von 1734 war spätestens 1840 unbrauchbar, worauf zwischen 1841 und 1846 der Einbau einer neuen Orgel erfolgte. Diese wurde in den Jahren vor 1870 repariert und instand gesetzt. Vor dem Neubau der Kirche im romanischen Stil im Jahr 1866 befanden sich im Turm drei Glocken, eine kleine aus dem Jahr 1452, eine mittlere ohne Inschrift und eine größere aus dem Jahr 1675. 1866 goss Ulrich aus Laucha drei neue Glocken für Dobergast, ein Umguß der alten Glocken. Zur Parochie Dobergast gehörte die Kirche in Steingrimma.
In unmittelbarer Nachbarschaft der Kirche befand sich das Sommerweiß‘sche Gut, ein kursächsisches Vorwerk. Im Jahr 1789 lebten in Dobergast 116 Einwohner über zehn Jahre alt, davon unter anderem fünf Gemüsebauern und 26 Großbauern, mit insgesamt 51 Pferden, 92 Kühen und 185 Schafen.
Nach dem Wiener Kongress wurde Dobergast im Zuge der preußischen Verwaltungsreformen zum 1. Oktober 1816 dem Landkreis Weißenfels zugeordnet, der zum Regierungsbezirk Merseburg der preußischen Provinz Sachsen zählte. Um das Jahr 1900 lebten 230 Menschen in Dobergast. Bis zur Mitte des 20. Jahrhunderts war der Ort ausschließlich landwirtschaftlich geprägt. Bis dahin betrieben die Einwohner überwiegend Ackerbau und Viehzucht. Die Felder der Gemeinde galten als äußerst ertragsreich, da der Lössboden in der gesamten Umgebung sehr fruchtbar war.
Nach Gründung der DDR erfolgten ab dem Jahr 1950 verschiedene Kreisreformen, in deren Folge Dobergast am 25. Juli 1952 dem neu gebildeten Kreis Hohenmölsen im Bezirk Halle zugeordnet wurde. Erst zu dieser Zeit erreichte der Braunkohlenabbau eine neue Dimension. Zur Energieerzeugung setzte die DDR nahezu ausschließlich heimische Braunkohle ein. Die Maximierung der Fördermengen führte zur Inanspruchnahme riesiger Flächen. Orte, die in den Kohlefeldern lagen, wurden konsequent abgebaggert. Die größte Zahl der Ortsabbrüche und Umsiedlungen in Mitteldeutschland fiel daher in die Zeit der DDR. Jahrhunderte alte Gutshöfe, Kirchen und Kulturdenkmale wurden zerstört, Friedhöfe entweiht, ganze Wälder gerodet, Flüsse und Bäche verlegt, kanalisiert oder eingedeicht. Der Abbau der Braunkohle erfolgte in der DDR praktisch ohne Rücksicht auf Menschen oder Umweltbelange.
Als erste Nachbargemeinden von Dobergast fielen 1957 Mutschau, 1960 Köttichau und 1967 Döbris dem Tagebau Pirkau zum Opfer. Die Auskohlung dieses Tagebaus war 1969 abgeschlossen. Zu dieser Zeit fiel der Entschluss, den Tagebau Profen in südliche Richtung zu erweitern und die Orte Queisau, Steingrimma und Dobergast zu devastieren. Eine Werksbahn vom Tagebau Profen zum Braunkohlekraftwerk Deuben bestand bereits seit Mitte der 1950er Jahre. Im Jahr 1984 erreichte das Südfeld des Tagebaus Profen den Ort. Etwa 285 Einwohner von Dobergast wurden überwiegend in die neu entstandene Plattenbausiedlung Hohenmölsen-Nord umgesiedelt. Katasteramtsrechtlich ging die Flur der 1984 devastierten Gemeinde Dobergast zum 1. Januar 1985 auf Großgrimma über. Ende des 20. Jahrhunderts fiel der Beschluss, diesen Ort ebenfalls zu überbaggern, sodass am 1. Juli 1998 eine Eingemeindung der Flur von Großgrimma zur Stadt Hohenmölsen erfolgte.
Das Gebiet der ehemaligen Gemeinde befindet sich heute im Abbaufeld Profen Süd. In dem Feld sollte die Kohleförderung im Jahr 2020 beendet sein und anschließend eine schrittweise Rekultivierung der Bergbaufolgelandschaft durch die MIBRAG erfolgen. Zumindest im Jahr 2022 war eine Umsetzung dieser Pläne noch nicht feststellbar, da laut Angaben des Tagebau-Betreibers im Abbaufeld Profen Süd weiterhin Kohle gefördert wird.

## Nachwirken
Zeitzeugen hielten fest, dass keiner der Dorfbewohner mit der Umsiedlung Dobergasts einverstanden war. Den Berichten zufolge, konnten die Betroffenen jedoch nichts der SED-Diktatur entgegensetzen. Insbesondere den Bauern des Dorfes, deren Höfe sich seit Generationen im Familienbesitz befanden, widerstrebte der grundsätzlich entschädigungslose Zwangsumzug. Sehr viele der rund 600 aus den Dörfern Dobergast, Steingrimma und Queisau nach Hohenmölsen-Nord umgesiedelten Menschen fühlten sich in den Plattenbauten niemals zu Hause. Nur wenige fanden Kontakt zu alteingesessenen Stadtbewohnern. Einige „Zugezogene“ fühlten sich von den Einheimischen nicht nur sprichwörtlich an den Rand gedrängt. Sie lebten in einer Notgemeinschaft isoliert und weit entfernt vom Stadtzentrum. Es gab auch Dobergaster, die sich vehement weigerten, nach Hohenmölsen-Nord zu ziehen und vorübergehend eine Bleibe auf dem Land beispielsweise in Großgrimma fanden, was später zu Missgunst und neidvollen Debatten führte.
Dass es sich bei diesen Aussagen um keine Einzelfälle handelte, unterstrichen verschiedene Tatsachen. Als nach 1989 die Möglichkeit gegeben war, verließen sehr viele Bewohner die Plattenbausiedlung. Bei einer im Jahr 1995 erfolgten Befragung gaben 60 Prozent der Bewohner an, mit ihrem Wohnumfeld nicht zufrieden zu sein. Gar nur 37 Prozent der Befragten wollten in Hohenmölsen-Nord wohnen bleiben, alle anderen zogen einen Wohnortwechsel zumindest in Erwägung. Tatsächlich war der folgende Bevölkerungsrückgang dermaßen gravierend, dass die Stadtverwaltung von Hohenmölsen in den Jahren 1996, 2003, 2014 und 2017 den Rückbau mehrerer Plattenbauten anordnete. Viele der ehemals Umgesiedelten zogen wieder in Eigenheime auf dem Land. Letztlich wurde aufgrund der unverändert rückläufigen Einwohnerzahlen in einem Stadtentwicklungskonzept fest verankert, in Hohenmölsen-Nord bis zum Jahr 2020 noch deutlich umfangreichere Vollrückbau-Maßnahmen von Plattenbauten durchzuführen.
Wie sehr sich die in der Region lebenden Menschen unverändert mit den in ihrer Umgebung zerstörten Dörfern identifizieren und wie bedeutsam die Aufarbeitung der bergbaulichen Vergangenheit ist, bezeugen die ab 2014 entstandenen Wandelgänge am Mondsee. Sie sind den Menschen gewidmet, die aufgrund der Braunkohlenförderung ihr angestammtes Zuhause verlassen mussten und nicht selten noch immer unter dem Verlust der alten Heimat leiden. Die Wandelgänge führen symbolisch zu 15 durch die Tagebaue Pirkau und Profen zerstörte Ortschaften. Jedes Dorf wird durch eine Steinplatte gekennzeichnet, die mit dem Ortsnamen versehen ist und den Umriss des Dorfes wiedergibt. Die Steinplatten sind maßstabsgerecht entsprechend der Landkarte vor Beginn der Devastierung angeordnet und durch einen umlaufenden Weg miteinander verbunden. Die Fläche innerhalb des umlaufenden Weges ist als Labyrinth aus Hainbuchenhecken gestaltet. Seit September 2017 befinden sich neben den Steinplatten 15 Metallstelen. Durch ihre Höhe von 2,20 Meter ragen sie gleichsam Kirchtürmen aus dem Labyrinth hervor und sind von einem Aussichtspodest sowie aus größerer Entfernung gut zu sehen.

## Persönlichkeiten
In Dobergast wurde der religiöse Visionär Johann Tennhardt (1661–1720) geboren.